# Щефан Андрес
Щефан Андрес (на немски: Stefan Andres), с пълно име Щефан Паул Андрес, е германски писател, автор на романи, разкази, есета, стихотворения и пиеси.

## Биография
Щефан Андрес се ражда като девето дете в семейството на мелничар. През 1910 г. се местят в град Швайх, понеже поради строежа на язовир на р. Мозел се налага да да изоставят мелницата си. Андрес посещава гимназията на Collegium Josephinum. През 1920-1929 г. изучава теология и за известно време е послушник при Ордена на Капуцините. Научава латински и през 1928 г. започва да редактира католическото списание „Мариенборн“, в което публикува първите си разкази. Същевременно се подготвя за матура и накрая успешно я полага през февруари 1929 г.
Апндрес се завръща в дома на родителите си и решава повече да не се занимава с теология. Започва да следва германистика, история на изкуството и философия, отначало в Кьолнския университет, после в Университета Фридрих Шилер в Йена, където среща бъдещата си съпруга и накрая в днешния Хумболтов университет на Берлин. През 1932 г. излиза романът му „Братко Луцифер“ (Bruder Lucifer), за който получава американска стипендия. Така Андрес може да осъществи мечтата си да пътешества в Италия и се отказва от следването.
През 1933 г. Андрес се отдава изцяло на писателска дейност. Съпругата му е еврейка, така че скоро след като нацистите идват на власт, двамата заминават за Италия и заживяват в Позитано. През 1935 г. за кратко се прибират в Германия и Андрес си намира работа в Мюнхенското радио, но скоро го уволняват.
През 1937 г. семейството се преселва окончателно в Позитано. Въпреки военния съюз между Италия и нацистка Германия, Андрес остава в политическа емиграция. Живее и работи в Позитано до 1949 г.
В следвоенна Германия става не само популярен писател, удостоен с литературни награди, но и активен филантроп. Убедено се застъпва за обединението на Германия, срещу надпреварата във въоръжаването и установяването в Западна Германия на американски войски.
През есента на 1961 г. Андрес решава да се завърне в Италия, разочарован от политиката на Германия и остава да живее там до края на живота си. Неговите романи, посветени на събития както от далечното минало, така и от близкото настояще на автора, са написани в духа на християнския екзистенциализъм. Социално-критическата и антифашистка ориентация на неговите творби се съчетава с религиозни и етически въпроси. Умира в Рим през 1970 г.
Създаденото през 1979 г. Дружество Щефан Андрес присъжда след 1986 г. литературната награда „Щефан Андрес“ в памет на писателя.

### Романи
- Das Heilige Heimweh. Originalroman von Paulus Andres, 1928/29
- Bruder Luzifer, 1932
- Eberhard im Kontrapunkt. Ein Roman, 1933
- Die unsichtbare Mauer, 1934
- Der Mann von Asteri, 1939
- Die Hochzeit der Feinde, 1947
- Ritter der Gerechtigkeit, 1948
- Das Tier aus der Tiefe, 1949
- Die Arche, 1951
- Die Liebesschaukel, 1951
- Der Knabe im Brunnen, 1953
- Die Reise nach Portiuncula, 1954
- Der graue Regenbogen, 1959
- Der Mann im Fisch, 1963
- Der Taubenturm, 1966
- Die Dumme, 1969
- Die Versuchung des Synesios, 1971

### Разкази и новели
- Das Märchen im Liebfrauendom. Fünf Märchen für Marienkinder, 1928 (Als Paulus Andres)
- Der kleine Klunk. Drei Erzählungen, 1936
- El Greco malt den Großinquisitor. Erzählung, 1936
- Vom heiligen Pfäfflein Domenico. Erzählung, 1936
- Utz, der Nachfahr. Novelle, 1936
- Moselländische Novellen (Enthält Die unglaubwürdige Reise des Knaben Titus, Die Vermummten, Der Menschendieb, Gäste im Paradies, Der Abbruch ins Dunkle), 1937, 1949
- Das Grab des Neides. Novellen (Enthält Das Grab des Neides, Hagia Moné, Der Olympische Frieden), 1940
- Der gefrorene Dionysos. Erzählung, 1943, 1951 als Die Liebesschaukel. Roman)
- Wir sind Utopia. Novelle, 1942
- Wirtshaus zur weiten Welt. Erzählungen (Enthält Der Weg durch den Zwinger, Sommerliche Elegie, Wirtshaus zur weiten Welt), 1943
- Das goldene Gitter. Erzählung, 1943
- Die Häuser auf der Wolke. Kindermärchen, 1950
- Das Antlitz. Erzählung, 1951
- Die Rache der Schmetterlinge. Eine Legende, 1953
- Positano. Geschichten aus einer Stadt am Meer (Enthält Die beiden Pharaonen, Das Fest der Fischer, Mozzo, mein Faktotum, Die Wohnung der Sabenissimo, Mein Nachbar Michelino, Der Urlaub, Die Himmelsschuhe, Die heilsame Sünde des Don Gianino, Die großen Ferien, Flora, Terrassen im Licht), 1957
- Die Verteidigung der Xanthippe. Zwölf Geschichten (Enthält Das Trockendock, Die Verteidigung der Xanthippe, Der hinkende Gott, Die schwarze Dame, Der Umweg über den Galgen, „Bitte nach Ihnen!“, Die Brücke von St. Esprit, Die Unterlassungssünde, Der kleine Schlüssel, Fahr mit Gott, Lutka!, Der Tisch, Die doppelte Explosion), 1960
- Novellen und Erzählungen (Enthält El Greco malt den Großinquisitor, Die Vermummten, Die unglaubwürdige Reise des Knaben Titus, Das Grab des Neides, Wir sind Utopia, Wirtshaus zur weiten Welt, Das Antlitz, Am Brunnen der Hera), 1962
- Das goldene Gitter. Novellen und Erzählungen II (Enthält Der Mörderbock, Das goldene Gitter, Der Menschendieb, Gäste im Paradies, Der olympische Frieden, Der Weg durch den Zwinger, Die Rache der Schmetterlinge, Die beiden Pharaonen, Amelia), 1964
- Die biblische Geschichte. Erzählt von Stefan Andres, 1965
- Noah und seine Kinder. 15 Legenden, 1968
- Die große Lüge. Erzählungen (Enthält Die große Lüge, Bootspartie zu dritt, Die Maschine), 1973

### Драматургия
- Der ewige Strom. Oratorium Musik von Wilhelm Maler, 1936
- Schwarze Strahlen. Kammerspiel, 1938
- Ein Herz, wie man's braucht. Schauspiel, 1946
- Die Söhne Platons. Komödie, 1946, 1956 als Die Touristen. Eine burleske Komödie
- Tanz durchs Labyrinth. Dramatische Dichtung in fünf Bildern, 1948
- Gottes Utopia. Tragödie. Bloch, Berlin, 1949
- Der Reporter Gottes. Eine Hörfolge in 10 Kapiteln, 1952
- Wann kommen die Götter? Drama, 1956
- Sperrzonen. Eine deutsche Tragödie, 1957
- Sperrzonen. Hörspiel, 1959
- Vom Abenteuer der Freude. Chorwerk Musik von Harald Genzmer, 1960

### Поезия
- Die Löwenkanzel, 1933
- Requiem für ein Kind, 1948
- Der Granatapfel. Oden, Gedichte, Sonette, 1950, 1976 als Gedichte
- Gedichte, 1966

### Избрани творби
- Die Sintflut. Stefan Andres Werke in Einzelausgaben, 2007
- Gäste im Paradies. Moselländische Novellen. Stefan Andres Werke in Einzelausgaben, 2008
- Terrassen im Licht. Italienische Erzählungen. Stefan Andres Werke in Einzelausgaben, 2009
- Wir sind Utopia. Prosa aus den Jahren 1933 – 1945. Stefan Andres Werke in Einzelausgaben, 2010
- Tanz durchs Labyrinth – Lyrik, Drama, Hörspiel. Stefan Andres Werke in Einzelausgaben, 2012

## Награди и отличия
- 1933: Preis der Abraham-Lincoln-Stiftung
- 1949: Rheinischer Literaturpreis
- 1949: Mitglied der Deutschen Akademie für Sprache und Dichtung
- 1952: Literaturpreis von Rheinland-Pfalz
- 1954: „Голяма художествена награда на провинция Северен Рейн-Вестфалия“
- 1956: Komturkreuz des Verdienstordens der italienischen Republik
- 1957: Dramatikerpreis der Stadt Oldenburg
- 1959: „Федерален орден за заслуги“
- 1963: Erster Preis beim Internationalen Dramenwettbewerb von Assisi